# Jorge Alberto Rojas
Jorge Alberto Rojas (castellà: Jorge Alberto Rojas Méndez)  (Mérida, 10 de gener de 1977) és un futbolista veneçolà de la dècada de 2000.
Fou 91 cops internacional amb la selecció de Veneçuela.
Pel que fa a clubs, fou jugador, entre d'altres, de Atlético Nacional, Caracas FC, América de Cali i New York Red Bulls.